# Papa Gregório I
Papa Gregório I (em latim: Gregorius I; originalmente Gregório Anício, em latim: Gregorius Anicius), conhecido como São Gregório, Gregório Magno ou Gregório, o Grande foi o 64º Papa, entre 3 de setembro de 590 e sua morte, em 12 de março de 604. É conhecido principalmente por suas obras, mais numerosas que as de seus predecessores. Gregório é também conhecido como Gregório, o Dialogador na Ortodoxia por causa de seus "Diálogos" e é por isso que seu nome aparece em algumas obras listado como "Gregório Dialogus". Foi o primeiro papa a ter sido monge antes do pontificado.
Gregório é reconhecido como um Doutor da Igreja e um dos Padres latinos. É também venerado como santo por católicos, ortodoxos, anglicanos e alguns luteranos. Foi canonizado assim que morreu, por aclamação popular, como era o costume. O reformador protestante João Calvino admirava Gregório e declarou em seus "Institutos" que ele teria sido o "último bom papa".

## Vida

### Primeiros anos
A data exata do nascimento de Gregório é incerta, mas estima-se que tenha ocorrido por volta do ano 540[a] em Roma. Seus pais o batizaram Gregorius, um nome que, segundo Elfrico de Abingdon (Ælfric) em sua "Uma Homilia sobre o Nascimento de São Gregório" "...é grego e significa, na língua latina, 'vigilantius', que em inglês se traduz como 'watchful' [vigilante em português]...". Autores medievais seguem também esta mesma etimologia[b] e não hesitam em aplicar seu significado à vida de Gregório. Elfrico, por exemplo, conta que "era muito diligente [em sua obediência] aos mandamentos de Deus". Na realidade, o nome deriva de um termo do Novo Testamento, "grēgorein", que significa um "aspecto presente e contínuo do ato ser vigilante em não abandonar Cristo" e deriva de um termo mais antigo, "egrēgora", que significa "despertado do sono", derivado por sua vez de "egeirein", "acordar alguém".
Gregório nasceu numa rica família patrícia romana que tinha relações muito estreitas com a Igreja. Seu pai, Gordiano (Gordianus), que já havia servido como senador e prefeito urbano, era um "regionarius" na Igreja, embora quase nada se saiba sobre a função. Sua mãe, Sílvia, era bem nascida e tinha uma irmã casada, Patéria, na Sicília. Ela e duas irmãs, tias de Gregório, são veneradas como santas por católicos e ortodoxos. O trisavô de Gregório também havia sido papa, com o nome de Félix III,[c] candidato do rei ostrogodo Teodorico, o Grande. A eleição de Gregório ao bispado de Roma transformou sua família na mais distinta dinastia clerical de sua época.
A família morava numa villa suburbana no Monte Célio na mesma rua – atualmente chamada "Via di San Gregorio" - onde estavam os palácios dos imperadores romanos, estes do lado oposto, no Monte Palatino. Ela ligava o Coliseu, no norte, ao Circo Máximo, no sul. Na época de Gregório, os edifícios antigos estavam em ruínas e eram propriedades privadas; villas se espalhavam por toda a região. A família de Gregório também tinha fazendas na Sicília e nas vizinhanças de Roma. Gregório posteriormente mandaria pintar retratos da família na forma de afrescos em sua casa no Monte Célio e estes foram descritos mais de 300 anos depois por João, o Diácono. Gordiano era alto, de rosto alongado, barbado e tinha olhos brilhantes. Sílvia era também alta, mas de rosto redondo, olhos azuis e semblante alegre. Pela descrição, o casal tinha também um outro filho do qual não sabemos sequer o nome.
O período em que Gregório nasceu era de grandes reviravoltas na Itália. A partir de 542, a chamada "Praga de Justiniano" arrasou as províncias imperiais, provocando fome, pânico generalizado e, por vezes, revoltas populares. Em algumas regiões, até um terço da população morreu, provocando profundos traumas emocionais e espirituais nos sobreviventes. Politicamente, embora o Império Romano do Ocidente já tivesse há muito desaparecido, durante a década de 540 toda a península itálica foi sendo gradualmente retomada pelo imperador bizantino Justiniano I de seus governantes godos. Como as batalhas ocorriam principalmente no norte, o jovem Gregório provavelmente nunca presenciou os horrores da guerra. Tótila saqueou e despopulou Roma em 546, assassinando quase toda a população que ainda vivia ali, mas, três anos depois, convidou os poucos sobreviventes a retornarem para as ruas vazias e arruinadas da cidade. Pressupõe-se que a família de Gregório se refugiou em suas terras na Sicília durante este período e retornou quando Tótila permitiu. A guerra contra os godos terminou em Roma em 552 e uma nova invasão, desta vez pelos francos, foi derrotada em 554. A partir daí, a paz se instaurou na Itália e uma restauração aparente começou, com a diferença que, desta vez, o monarca vivia em Constantinopla.

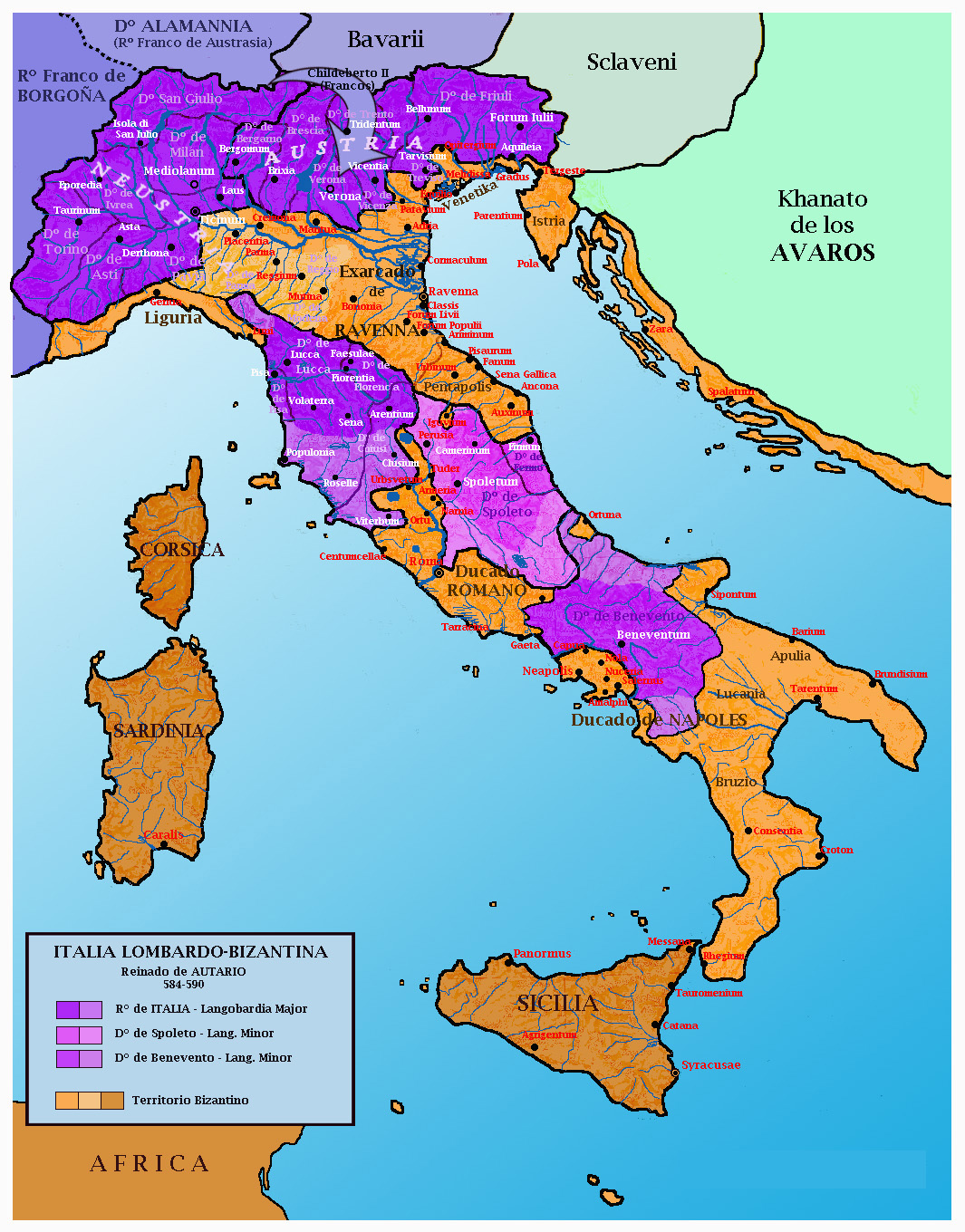
Mapa da Itália em 590, ano da ascensão de Gregório ao papado. Em laranja, os territórios ainda administrados, ao menos formalmente, pelo Império Bizantino. Em roxo, os territórios conquistados pelos lombardos. Gregório trabalhou arduamente para reduzir o impacto das invasões bárbaras na Itália, principalmente em Roma.

Como a maioria dos jovens de status similar na sociedade romana, Gregório recebeu uma excelente educação, aprendendo gramática, retórica, as ciências clássicas, literatura e direito, destacando-se em todas. Gregório de Tours relatou que "em gramática, dialética e retórica...não tinha rivais...". Gregório conseguia escrever o latim corretamente, mas não sabia ler e nem escrever o grego. Conhecia além disso as obras dos principais autores latinos, história, matemática, música e tinha tamanha "fluência no direito imperial" que é possível que sua educação servisse "como preparação para uma carreira no serviço público". E, de fato, Gregório logo tornou-se um funcionário do governo e ascendeu rapidamente na hierarquia, tornando-se, como o pai, prefeito urbano de Roma, o mais alto posto civil na cidade, com apenas 33 anos de idade.
Os monges do Mosteiro de Santo André, fundado nas terras da família de Gregório no Monte Célio, tinham um retrato de Gregório feito logo depois de sua morte e que João, o Diácono, também viu no século IX. Conta que era uma pintura de um homem ''um pouco careca" com uma barba "amarelada" como a de seu pai e um rosto que era de formato intermediário entre o de sua mãe e de seu pai. O cabelo nos lados da cabeça eram longos e cuidadosamente cacheados. Seu nariz era "fino e reto" e "levemente aquilino". "Sua testa era alta" e tinha lábios grossos e "subdivididos", um queixo "de graciosa proeminência" e "belas mãos".

### Vida monástica
Quando seu pai morreu, Gregório converteu a villa da família num mosteiro dedicado a Santo André. Posteriormente, depois de sua própria morte, o local seria rededicado e rebatizado como San Gregorio Magno al Celio.
Sobre a vida contemplativa, Gregório afirmava que "naquele silêncio do coração, enquanto permanecemos vigilantes no interior através da contemplação, estamos como que dormindo para tudo que está no exterior". Porém, é possível que Gregório nem sempre tenha sido tão complacente ou agradável em seus anos como monge. Conta-se que, certa vez, um monge moribundo confessou ter roubado três moedas de ouro. Gregório, implacável, obrigou-o a morrer sozinho e sem amigos e depois atirou seu corpo, com as moedas, numa pilha de esterco para apodrecer, amaldiçoando-o: "Leva teu dinheiro contigo para a perdição!" Gregório acreditava que mesmo no leito de morte, a punição pelos pecados cometidos deve ser severa, mas seus atos tinham por objetivo ajudar o monge a se arrepender de seus pecados. A penitência de fato ajudou-o em seu arrependimento e, depois do incidente, Gregório ofereceu 30 missas em sua memória para ajudar sua alma antes do juízo final, como era o costume. O monge depois apareceu para seu irmão, afirmou ter sido libertado e que estava no céu. Em algum momento neste período, o papa Pelágio II ordenou-o diácono e pediu sua ajuda para tentar resolver a controvérsia dos Três Capítulos, que já provocara um cisma no norte da Itália, uma tarefa que Gregório não conseguiu realizar com sucesso.
Gregório nutria um profundo respeito pela vida monástica e entendia o monge como estando numa "busca ardente pela visão de nosso Criador". Suas três tias paternas eram freiras famosas por sua santidade. Porém, depois que as duas mais velhas faleceram após terem tido uma visão do papa Félix II, um ancestral da família, a mais nova abandonou a vida religiosa e se casou com o administrador de suas terras. Gregório lamentou o escândalo na família afirmando que "muitos são chamados, mas poucos são escolhidos".

### Apocrisiário (579–585)
Em 579, Pelágio II escolheu Gregório como seu apocrisiário (embaixador papal na corte imperial em Constantinopla – equivalente à função moderna do núncio apostólico), posto que ocuparia até 586. No ano anterior, Gregório havia participado da delegação romana (composta por leigos e clérigos) que chegou à capital para pedir ajuda militar contra os lombardos ao imperador. Com o exército bizantino focado na guerra contra os sassânidas, a missão fracassou. Em 584, com Gregório já morando em Constantinopla, Pelágio escreveu-lhe detalhando as dificuldades pelas quais Roma passava sob o controle dos lombardos e pedindo novamente ajuda ao imperador Maurício. O imperador, porém, estava determinado a limitar seus esforços contra os lombardos à intriga e à diplomacia, conspirando para atirar os francos contra eles. Logo ficou claro para Gregório que os imperadores bizantinos dificilmente enviariam um exército para a Itália por causa dos problemas mais imediatos que enfrentavam com os sassânidas no oriente e com os ávaros e eslavos nos Bálcãs.
De acordo com Ekonomou, "se a principal missão de Gregório era defender a causa de Roma perante o imperador, parecia haver muito pouco a ser feito uma vez que a política imperial em relação à Itália era evidente. Representantes do papa que pressionassem com excessivo vigor em prol de suas demandas corriam o risco de subitamente serem excluídos completamente da companhia do imperador". Gregório já havia sido repreendido uma vez por suas extensas obras canônicas sobre a legitimidade de João III, que havia ocupado a função de patriarca de Constantinopla por doze anos até o retorno de Eutíquio, que havia sido deposto por Justiniano. Gregório passou então a criar laços com a elite bizantina da cidade e tornou-se extremamente popular na classe mais alta, "especialmente entre as mulheres da aristocracia".
Ekonomou conclui que "apesar de Gregório possivelmente ter se tornado um pai espiritual para um grande e importante segmento da aristocracia de Constantinopla, estas relações não avançaram de forma significativa os interesses de Roma perante o imperador". Embora as obras de João, o Diácono, alegarem que Gregório "trabalhou diligentemente para a libertação da Itália", não existem evidências de que ele tenha conseguido ajudar Pelágio II em seus objetivos.
As disputas teológicas de Gregório com o patriarca Eutíquio deixariam para sempre um "sabor amargo em relação à especulação teológica do oriente" em Gregório que continuaria a influenciá-lo por toda a vida. De acordo com fontes ocidentais, o debate público dos dois culminou numa discussão perante Tibério II na qual Gregório citou uma passagem bíblica ("Palpate et videte, quia spiritus carnem et ossa non habet, sicut me videtis habere" – «Apalpai-me e vede, porque um espírito não tem carne nem ossos, como vedes que eu tenho.» (Lucas 24:39)) para defender sua posição de que Cristo tinha um corpo palpável depois de sua ressurreição; por causa disto, Tibério teria supostamente ordenado que as obras de Eutíquio fossem queimadas Ekonomou acredita que esta discussão, apesar de exagerada nas fontes ocidentais, foi "uma das conquistas de um 'apocrisiariado' até então infrutífero". A realidade é que Gregório foi forçado a utilizar as Escrituras por que não era capaz de ler as obras autoritativas sobre o tema, que ainda não haviam sido traduzidas do grego para o latim.
Gregório deixou Constantinopla e voltou para Roma em 585 para viver em seu mosteiro no Monte Célio. Em 590, foi eleito por aclamação para suceder a Pelágio II, que morrera em mais uma epidemia de peste que assolava a cidade. Aprovado por um iussio imperial de Constantinopla (uma prática comum durante o período chamado de "Papado Bizantino", o auge da influência imperial sobre Roma) em setembro, ascendeu ao trono papal no mesmo ano.

### Papado (590–604)
Apesar de decidido a passar o resto da vida em contemplação num mosteiro, Gregório acabou sendo forçado a retornar para o cenário político, algo que, embora amasse, não mais desejava fazer. Em textos de todos os tipos, especialmente os escritos durante seu primeiro ano como papa, reclamou do peso do cargo e lamentou a perda da vida de oração, sem perturbações, que tinha como monge. Quando tornou-se papa, entre seus primeiros atos estava o envio de uma série de cartas repudiando qualquer ambição em relação ao trono de Pedro e elogiando a vida contemplativa dos monges. Na época, por diversas razões, a sé de Roma não exercia efetivamente a liderança eclesiástica no ocidente, uma situação que já vinha desde o papado de Gelásio I no final do século V. Os bispos da Gália estavam sob forte influência das poderosas famílias proprietárias de terras na região e se identificavam com elas: o âmbito paroquial do contemporâneo de Gregório, Gregório de Tours, pode ser considerado típico; na Espanha visigótica, os bispos tinham pouquíssimos contatos com Roma; na Itália, os territórios que de facto estavam sob administração papal estavam ameaçados pelos violentos duques lombardos e pela rivalidade dos judeus no Exarcado de Ravena e no sul.
Credita-se a Gregório a reemergência da obra missionária da Igreja entre os povos pagãos do norte da Europa. Uma das mais famosas, chamada geralmente de "Missão Gregoriana", foi liderada por Agostinho de Cantuária, o prior do Mosteiro de Santo André (e, possivelmente, o sucessor de Gregório na função), e tinha por objetivo evangelizar os anglo-saxões das ilhas britânicas. A missão teve grande sucesso e foi de lá que missionários depois partiram para cristianizar os territórios modernos dos Países Baixos e da Alemanha. A pregação da fé católica e a eliminação de quaisquer desvios era um dos elementos-chave da visão de mundo de Gregório e era parte importante das políticas permanentes de seu pontificado.
De acordo com a Enciclopédia Católica, ele foi declarado santo logo que morreu por "aclamação popular".
Em seus documentos oficiais, Gregório foi o primeiro a fazer uso frequente do termo "Servo dos Servos de Deus" (Servus Servorum Dei) como título papal, iniciando um costume que seria seguido por todos os seus sucessores.

#### Esmolas
Gregório é conhecido pela sua administração das obras de caridade dedicadas aos pobres de Roma, principalmente os refugiados tentando escapar das invasões dos lombardos. A filosofia que norteava o trabalho era de que a riqueza da Igreja pertencia a eles e ela seria apenas a zeladora. Ele recebeu vultosas doações das famílias mais ricas de Roma que, seguindo seu exemplo, estavam ansiosas para expiar seus pecados perante Deus. Gregório dava esmolas tanto individualmente quanto para grupos inteiros; sobre isso, escreveu:
| “ | Eu frequentemente encarreguei vocês... a agirem como meus representantes ... para aliviar o sofrimento dos pobres... ...Eu ocupo o posto de zelador da propriedade dos pobres.... | ” |
|   | — Papa Gregório Magno. |   |

A igreja recebia doações de diversas maneiras diferentes: itens consumíveis, como roupas e alimentos; edifícios e obras de arte; fontes de renda como os latifúndios sicilianos - tocados por escravos - doados por Gregório e sua família. A Igreja já tinha um sistema implantado para circular os itens consumíveis: em cada paróquia havia um diaconium, o escritório do diácono, que se situava num edifício no qual os pobres se candidatavam a receber ajuda.[d]
Quando Gregório tornou-se papa em 590, a Itália romana encontrava-se em ruínas. Os lombardos já controlavam a maior parte da península e seus constantes ataques praticamente paralisaram a economia. Naquele momento, eles estavam acampados à frente dos portões de Roma e a cidade estava lotada com refugiados de todos os tipos, vivendo nas ruas sem nenhuma condição de saúde ou alimentação. A sede do governo, Constantinopla, estava muito distante e parecia incapaz de aliviar o sofrimento da população local. Diversos papas enviaram emissários pedindo ajuda, inclusive Gregório, mas sem resultado.
Recém-eleito, Gregório redirecionou os recursos da Igreja para conseguir administrar as ações de ajuda. Ao fazê-lo, demonstrou tanto seu talento quanto sua compreensão intuitiva dos princípios de contabilidade, que só seria inventada séculos depois. Ele passou a exigir agressivamente que seus clérigos fossem atrás de pessoas precisando de ajuda e os repreendia quando percebia que não estavam fazendo isso. Numa carta enviada a um subordinado na Sicília, ele escreveu:
| “ | Eu lhe pedi acima de tudo que cuidasse dos pobres. E se você sabia de pessoas vivendo na pobreza, deveria ter avisado... É meu desejo que você dê à mulher, Pateria, quarenta soldos para a compra de calçados infantis e quarenta celemins de cereais..." | ” |
|   | — Papa Gregório Magno. |   |

Logo Gregório passou a substituir administradores que não queriam cooperar e a contratar mais para cumprir o plano que tinha em mente. Além disso, ele sabia bem que as despesas deveriam ser compensadas por um aumento de receita e, para pagá-las, liquidou diversos investimentos da Igreja em terras, registrando todas as transações nos registros eclesiásticos. O clero era pago quatro vezes por ano e todos receberam uma moeda de ouro pelo esforço adicional.
Dinheiro, porém, não substituía comida numa cidade que estava a beira de uma grande carestia. Até mesmo os ricos já sofriam em suas villas. A igreja possuía na época entre 3 400 e 4 700 km2 de terras agricultáveis gerando receitas divididas em grandes blocos chamados "patrimonia". Elas produziam todo tipo de bens para serem vendidos, mas Gregório interveio e ordenou que eles fossem todos enviados para Roma para serem distribuídos às diaconias. Ordenou também que a produção fosse aumentada, estabelecendo metas e criando uma estrutura administrativa para garantir que seriam cumpridas. Cereais, vinho, queijo, carne, peixe e azeite começaram a chegar a Roma em grandes quantidades e tudo era doado na forma de esmolas.
A distribuição ocorria mensalmente e, para atender aos que estavam doentes demais para receber sua parte, Gregório criou um pequeno exército de voluntários, principalmente monges, que levavam comida quente a eles diariamente. Contava-se que o próprio Gregório só jantava depois de assegurar que todos os indigentes haviam sido alimentados. E, ainda assim, dividia a mesa de sua família (que ele guardara e que ainda existe) com doze indigentes convidados. Aos necessitados de famílias ricas, Gregório enviava refeições que ele mesmo preparava na forma de presentes, preservando-os da indignidade de receber caridade. Certa ocasião, ao saber da morte de um indigente em sua casa, ficou deprimido por dias e cogitou por um tempo a noção de que teria, de alguma forma, fracassado em suas responsabilidades e seria, por isso, um assassino.
Por conta disto tudo, Gregório conquistou completamente as mentes e corações dos romanos, que agora viam no papado uma forma de governo e passaram a ignorar a arrogância de Constantinopla, que tinha apenas desrespeito a oferecer a Gregório, chamando-o de tolo por seus contatos pacíficos com os lombardos. O cargo de prefeito urbano de Roma ficou por muito tempo sem candidatos e, da época de Gregório até a ascensão do nacionalismo italiano, o papado permaneceu como o poder mais influente na Itália.

## Obras

### Reformas litúrgicas

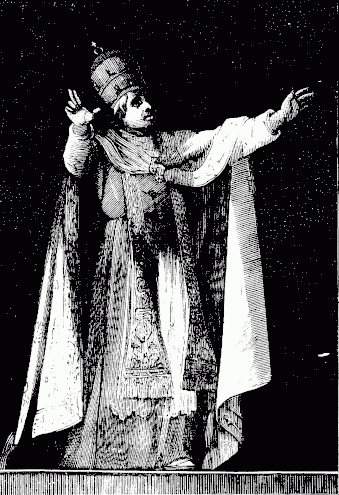
Papa Gregório, o Grande.

João, o Diácono, escreveu que Gregório realizou uma reforma geral da liturgia da missa pré-tridentina, "removendo muitas coisas, alterando umas poucas, adicionando algumas". Em suas cartas, Gregório afirma ter movido o Pater Noster ("Pai Nosso") para logo depois do Cânon Romano, imediatamente antes da Fração do pão, uma posição que ainda ocupa atualmente na liturgia romana. A posição ocupada antes é evidente no rito ambrosiano, utilizado ainda por algumas igrejas. Gregório acrescentou material ao Hanc Igitur do Cânon e criou os nove Kyries (um resquício das antigas litanias que eram recitadas na missa na época) no começo da missa. Finalmente, ele reduziu o papel dos diáconos na liturgia romana.
Sacramentários diretamente influenciados pelas reformas gregorianas são chamados de "Sacrementaria Gregoriana". Com o aparecimento deles, a liturgia ocidental passou a ter características específicas que a distingue das tradições litúrgicas orientais. Em contraste com os geralmente invariáveis textos litúrgicos orientais, os romanos e outros ritos ocidentais desde a época de Gregório apresentam uma série de orações que mudam para refletir a festa ou a época litúrgica.
Na Igreja Ortodoxa, credita-se a Gregório a compilação da Divina Liturgia dos Dons Pré-santificados.

#### Canto gregoriano
A principal forma de cantochão ocidental, padronizada no final do século IX, é creditada ao papa Gregório Magno e, por isso, recebeu o nome de "canto gregoriano". Esta atribuição remonta à hagiografia de Gregório escrita por João, o Diácono, em 873, quase três séculos depois de sua morte, segundo a qual o canto que leva seu nome "é o resultado da fusão de elementos romanos e francos ocorrida durante o império franco-germânico controlado por Pepino, Carlos Magno e seus sucessores".

### Literatura

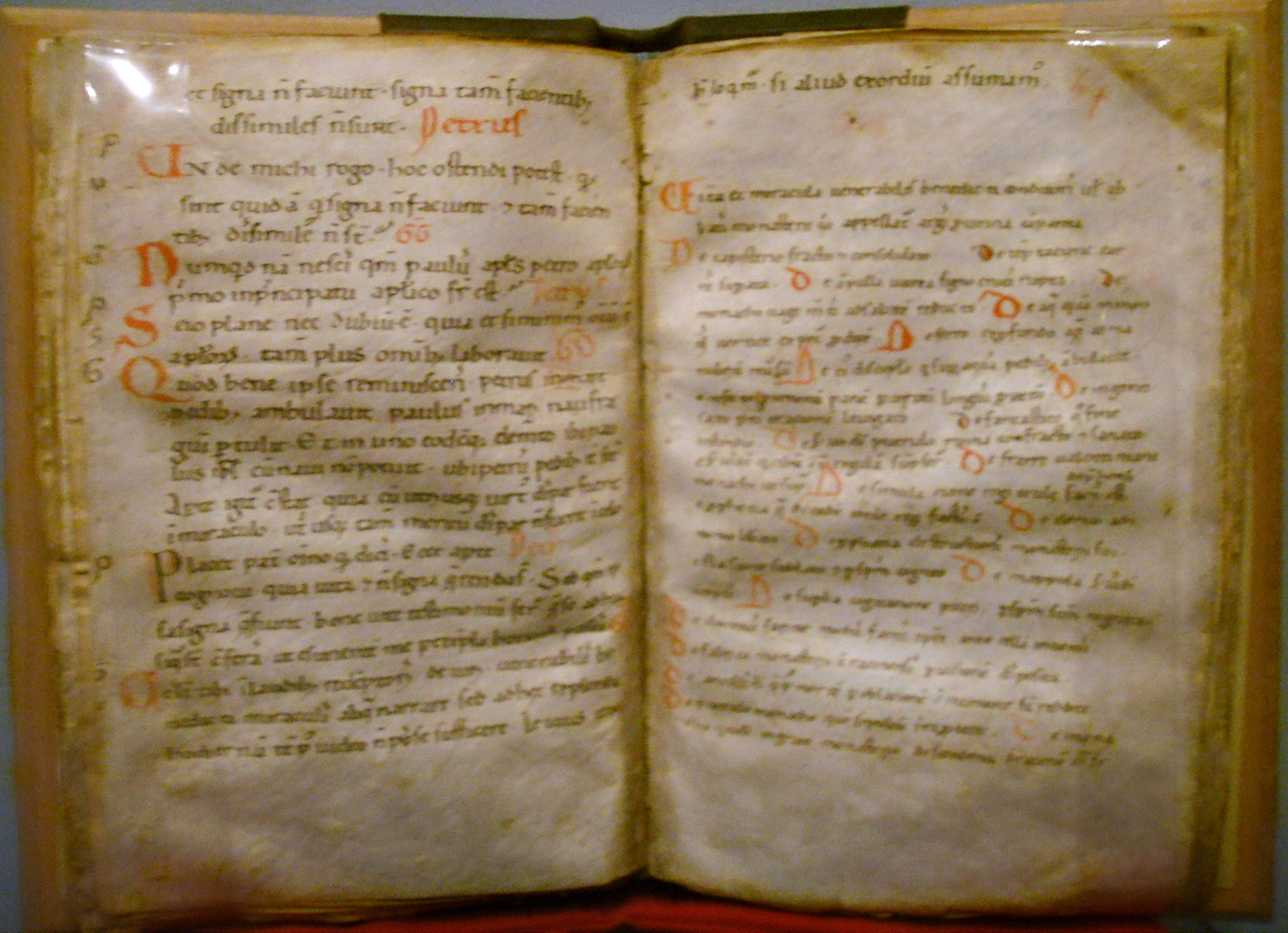
Manuscrito dos "Diálogos"
Séc. XI ou XII. Preservado no Archivo Capitolare em Módena, Itália.

Gregório é geralmente citado como o fundador do papado medieval e, por isso, muitos atribuem a ele o começo da espiritualidade medieval. Ele é o único papa entre os séculos V e XI cuja correspondência sobreviveu em quantidade suficiente para que se forme um corpus de seu pensamento. Entre os textos de Gregório estão:
- "Comentário sobre Jó", conhecido também por seu título latino, "Magna Moralia" ou ainda como "Moralia de Jó", uma das mais longas obras patrísticas; possivelmente já estava terminada em 591. Baseia-se nas pregações de Gregório sobre o Livro de Jó aos seus irmãos que o acompanharam a Constantinopla. A versão que conhecemos hoje é o resultado da revisão de Gregório e foi completada logo depois de sua ascensão ao trono papal;[44]
- "Liber regulae pastoralis" ("Livro da Regra Pastoral"/"A Regra dos Pastores"), conhecido também como "Regula Pastoralis", uma obra na qual Gregório contrasta o papel dos bispos como pastores de seus rebanhos com a posição deles como nobres da igreja: a afirmação definitiva do cargo episcopal. Esta obra provavelmente iniciou antes de sua eleição como papa e terminou em 591;
- "Diálogos", uma coleção de quatro livros de milagres, sinais, maravilhas e curas realizadas por homens santos, geralmente monges, da Itália do século VI. O segundo livro é totalmente dedicado a São Bento;[45]
- "In Librum primum regum expositio" ("Comentário sobre I Reis")

Diversos sermões, incluindo:
- 22 Homilae in Hiezechielem ("Homilias sobre Ezequiel"), que tratam de Ezequiel 1:1 até Ezequiel 4:3 no livro 1 e Ezequiel 40:1–49 no livro 2. Eles foram pregados entre 592 e 593 durante o cerco lombardo à cidade e contém alguns dos mais profundos ensinamentos místicos de Gregório. Ele próprio revisou a obra oito anos depois;
- As Homilae xl in Evangelia ("Quarenta Homilias sobre o Evangelho") para serem utilizadas durante o ano litúrgico, pregadas entre 591 e 592, obra que, aparentemente, estava concluída em 593. Um fragmento de papiro deste códex sobreviveu e está preservado no Museu Britânico, em Londres;[46]
- "Expositio in Canticis Canticorum", sobre o Cântico dos Cânticos. Apenas dois sermões sobreviveram, cobrindo o trecho até Cantares 1:9.

Cópias de 854 cartas sobreviveram também. Durante a vida de Gregório, cópias de cartas papais eram regularmente feitas por escribas e compiladas num registrum que, por sua vez, era abrigado no scrinium. Sabe-se que, no século IX, quando João, o Diácono, escreveu a "Vita" de Gregório, o registrum das cartas de Gregório abrangia quatorze rolos de papiro (é muito difícil estimar quantas cartas esta quantidade de rolos representa). Apesar de estes rolos terem se perdido, as cartas sobreviveram em cópias posteriores, o maior grupo, abrangendo 686 delas, copiado por ordem do Papa Adriano I (r. 772-795). A maioria das cópias, datando dos séculos X ao XV, estão preservadas na Biblioteca do Vaticano.

#### Controvérsia com Eutíquio
Em Constantinopla, Gregório entrou numa grande discussão com o já idoso patriarca Eutíquio, que havia publicado um tratado, hoje perdido, sobre a ressurreição dos mortos. Nele, defendia que o corpo ressuscitado "será mais sutil que o ar e não mais palpável". Gregório discordava e contrapôs a palpabilidade do próprio Cristo ressuscitado declarada em Lucas 24:39; Como a disputa não arrefecia, o imperador bizantino Tibério II se propôs a arbitrá-la e acabou decidindo pela palpabilidade, ordenando que a obra de Eutíquio fosse queimada. Logo depois, ambos ficaram doentes e, enquanto Gregório se recuperou, Eutíquio morreu em 5 de abril de 582, aos setenta anos. Em seu leito de morte, Eutíquio renegou a impalpabilidade e Gregório abandonou a controvérsia. Tibério morreu logo depois de Eutíquio.

#### Frases e situações famosas

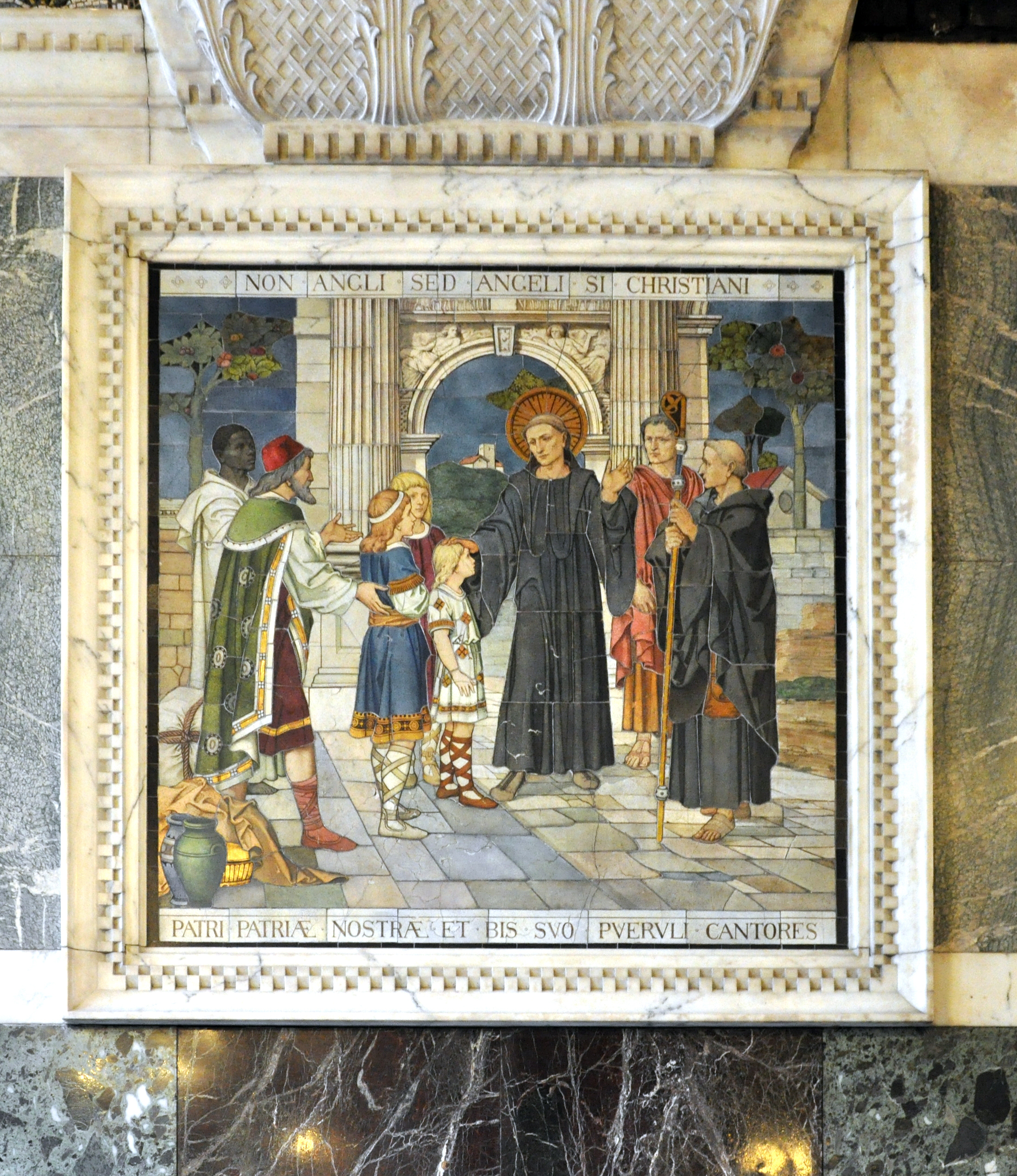
"Non Angli, sed angeli!" ("Não são anglos, são anjos!") teria exclamado Gregório quando viu escravos anglos num mercado. O evento inspirou-o a enviar a missão gregoriana, liderada por Santo Agostinho de Cantuária, para cristianizar a Inglaterra.
Mosaico na Capela de São Gregório e Santo Agostinho na Catedral de Westminster, em Londres.

- "Non Angli, sed angeli" ("Não são anglos, mas anjos") - um aforismo que sumariza o que teria dito Gregório, segundo os relatos de Beda, quando ele descobriu jovens anglos de pele clara num mercado de escravos, o que estimulou-o a enviar Santo Agostinho de Cantuária para a Inglaterra para converter os anglo-saxões, a famosa missão gregoriana.[49][50] Ao saber que eram nativos de Deira, Gregório acrescentou ainda que eles seriam resgatados "de ira" ("da ira"). Ao saber que seu rei chamava-se Ela (Ælla), exclamou "Aleluia"!
- "Ecce locusta" ("Veja o gafanhoto!") - O próprio Gregório desejava ir para a Inglaterra e iniciou a viagem. No quarto dia, durante a parada para o almoço, um gafanhoto pousou na beira da Bíblia que Gregório estava lendo e ele exclamou "Ecce locusta!". Porém, ao refletir sobre o tema, viu no evento um sinal do céu por causa da similaridade entre "loco sta" ("fique onde está") e "locusta". Na mesma hora, um emissário do papa - na época seria ou Bento I ou Pelágio II - chegou para chamá-lo de volta.[50]
- "Pro cuius amore in eius eloquio nec mihi parco" ("Pelo amor d'Ele não me poupo de Sua palavra".)[51][52] O sentido é que como Deus havia lhe dado o poder da palavra para que ele pudesse dar seu testemunho, que tipo de testemunha ele seria se não o utilizasse?
- "Non enim pro locis res, sed pro bonis rebus loca amanda sunt" ("As coisas não devem ser amadas pelo bem de um lugar, mas os lugares devem ser amados pelo bem de seus bons frutos") - Quando Santo Agostinho de Cantuária perguntou se deveria utilizar os costumes romanos ou gauleses para rezar a missa, Gregório disse, numa paráfrase, que que não era o lugar que originava a bondade, mas as coisas boas que agraciavam o lugar e que era mais importante ser agradável a Deus. Assim, Agostinho deveria selecionar o que era "pia", "religiosa" e "recta" de qualquer que fosse a igreja e estabelecer com isso o costume inglês.[53]
- "Compaixão deve ser demonstrada primeiro para os fieis e depois para os inimigos da igreja".[54]
- "Homens iletrados podem contemplar nas linhas de uma figura o que não podem aprender através da palavra escrita".[55]

#### Análises
As opiniões sobre as obras de Gregório variam. "Seu caráter nos surpreende como sendo ao mesmo tempo ambíguo e enigmático", observou Cantor. "Por um lado, foi um administrador hábil e determinado, um diplomata habilidoso e inteligente, um líder da maior sofisticação e visão; mas, por outro, aparece em suas obras como um monge supersticioso e crédulo, hostil à erudição, grosseiramente limitado como teólogo e excessivamente devotado a santos, milagres e relíquias".
Alguns, como Markus, acreditam que suas cartas nos revelam "uma visão acurada de sua obra" ao passo que outros afirmam que "uma verdadeira apresentação autobiográfica é quase impossível para Gregório. O desenvolvimento de sua mente e sua personalidade ainda são puramente de natureza especulativa".

#### Identificação de três personagens dos Evangelhos
Gregório estava entre os que identificavam Maria Madalena com Maria de Betânia, que, segundo João 12:1–8, untou Jesus com óleos preciosos, um evento que alguns interpretam como sendo o mesmo evento que a unção realizada por uma mulher descrita por Lucas (o único que o faz entre os evangelhos sinóticos) como pecadora ("Maria aos pés de Jesus" em Lucas 7:36–50). Pregando sobre esta passagem de Lucas, Gregório afirmou: "Esta mulher, que Lucas chama de «pecadora» (Lucas 7:37) e João chama de «Maria» (João 12:3), eu acho que é a mesma Maria citada por Marcos, «da qual havia expelido sete demônios» (Marcos 16:9).". Os modernos estudiosos bíblicos distinguem as três mulheres, mas todas estão, no imaginário popular, ligadas.

## Homenagens

### Biografias
Na Grã-Bretanha, Gregório continuou muito apreciado mesmo depois de morrer e recebeu o epíteto de "Gregorius noster" ("nosso Gregório"). Foi ali também, na Abadia de Whitby, que a primeira "Vita" de Gregório foi escrita, por volta de 713. Na Itália, a primeira foi escrita por João, o Diácono, no século IX.

### Monumentos
A igreja de San Gregorio al Celio (completamente reformadas com base nos edifícios originais nos séculos XVII e XVIII) celebra suas obras e está localizada nas terras que eram de sua família. Num dos três oratórios anexos acredita-se estar enterrada a mãe de Gregório, Santa Sílvia.
Na Inglaterra, Gregório, juntamente com Agostinho de Cantuária, é reverenciado como "apóstolo" e um dos responsáveis pela cristianização do país.

### Iconografia

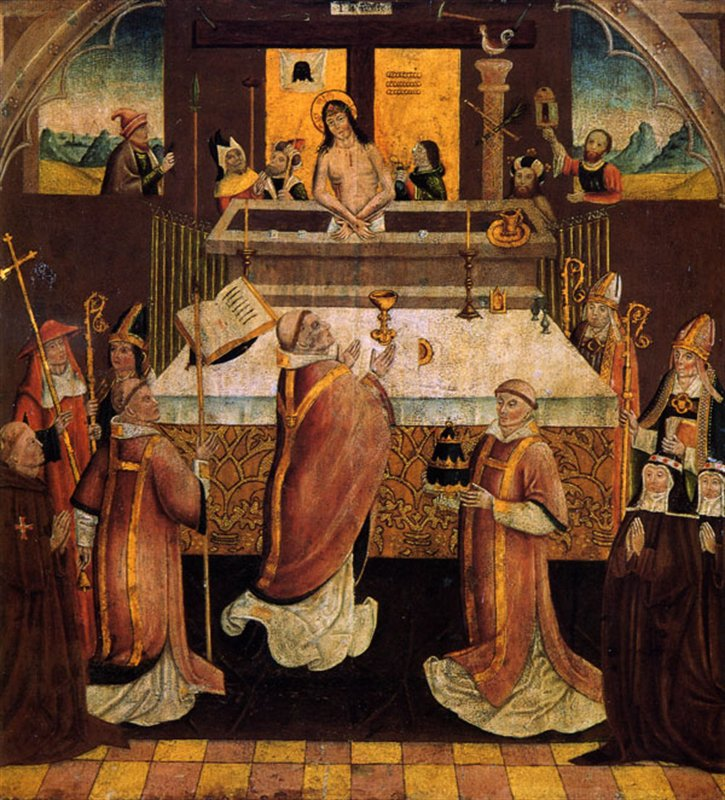
"Missa de São Gregório", um tema da arte cristã que abrange outro, muito popular, conhecido como "Varão de Dores", a figura do Cristo morto sobre o altar parte da visão de Gregório.
1475-1500. Obra anônima da região de Brabante.

Na arte, Gregório é geralmente representado vestido como papa, com a tiara e a cruz dobrada, uma imagem sem relação alguma com as roupas que ele vestia de fato. As mais antigas geralmente mostram-no com a tonsura monástica e roupas mais simples. Ícones ortodoxos tradicionalmente mostram-no vestido como bispo segurando o Evangelho e abençoando com a mão direita. Gregório teria permitido que seus retratos tivessem a auréola quadrada, reservada na época aos vivos considerados santos. Uma pomba é o seu principal atributo por conta de uma tradição originada numa história relatada por seu amigo Pedro, o Diácono, segundo a qual, quando o papa estava ditando suas "Homilias sobre Ezequiel", uma cortina se estendia entre ele e seu secretário. Porém, como o papa por vezes ficava mudo por longos períodos, o secretário fez um buraco na cortina e, olhando através dele, viu uma pomba sentada na cabeça de Gregório com o bico entre seus lábios. Quando ela tirava o bico, o papa falava e o secretário anotava suas palavras; quando ele ficava mudo, o secretário novamente olhava pelo buraco e via que a pomba novamente havia colocado o bico entre os lábios dele".
Esta cena é entendida como uma versão do tradicional "retrato do evangelista" (no qual os símbolos dos evangelistas aparecem ditando) a partir do século X. Um exemplo antigo é uma iluminura no manuscrito do século XI da "Moralia sobre Jó", que mostra o escriba, Bebo, da Abadia de Seeon, presenteando o manuscrito ao imperador do Sacro Império Romano-Germânico Henrique II. No canto superior esquerdo, o Gregório aparece escrevendo o texto sob inspiração divina, provavelmente para dar maior clareza, a pomba aparece cochichando ao invés de colocando o bico entre os lábios dele.
Um exemplo criativo e anacronístico deste tipo de retrato é a obra do estúdio de Carlo Saraceni (ou um discípulo próximo) de c. 1610, da coleção Giustiniani, preservada na Galleria Nazionale d'Arte Antica em Roma. Nela, o rosto de Gregório é uma caricatura das características descritas por João, o Diácono, mencionadas acima: careca, queixo pronunciado e nariz bicudo ao invés da calvície parcial, um queixo "graciosamente pronunciado" e um nariz "ligeiramente aquilino".
O tema da Idade Média Tardia da "Missa de São Gregório" é uma versão de uma história do século VII bastante elaborada em sua hagiografia posterior na qual Cristo, o "Varão de Dores", aparece no altar quando durante uma missa celebrada por Gregório. Este tema foi bastante comum nos séculos XV e XVI e refletia a crescente ênfase na presença real (de Cristo na Eucaristia) e, depois da Reforma Protestante, passou a ser uma afirmação desta doutrina na luta contra a teologia protestante.

### Festa
O atual Calendário Hagiológico Católico Romano, revisto em 1969 por ordem do Concílio Vaticano II celebra São Gregório Magno em 3 de setembro. Antes disso, o Calendário Geral Romano determinava que sua festa deveria ocorrer no dia 12 de março, aniversário da sua morte, uma data que sempre cai durante a Quaresma, durante a qual não se celebra nenhum memória obrigatória. Este foi o principal motivo da mudança, que passou a festa para o aniversário de sua consagração em 590.
A Igreja Ortodoxa e as Igrejas Católicas Orientais de rito bizantino continuam a comemorar São Gregório em 12 de março, que ocorre durante a Grande Quaresma, a única época na qual é utilizada a "Divina Liturgia dos Dons Pré-santificados", que é creditada a Gregória.
Outras igrejas também celebram São Gregório: a Igreja da Inglaterra e a Igreja Luterana - Sínodo de Missouri em 3 de setembro; a Igreja Luterana Evangélica na América e a Igreja Episcopal nos Estados Unidos, em 12 de março.

### Edições modernas
- Homilae in Hiezechihelem prophetam, ed. Marcus Adriaen, CCSL 142, (Turnhout: Brepols, 1971)
- The Dialogues of Saint Gregory the Great, trad. Edmund G Gardner, (London & Boston, 1911)
- Pastoral care, trad. Henry Davis, ACW 11, (Newman Press, 1950)
- Reading the Gospels with Gregory the Great: Homilies on the Gospels, 21-26, trad. Santha Bhattacharji, (Petersham, MA, 2001) [traduções das 6 "Homilias", da Páscoa até o domingo depois da Páscoa]
- The letters of Gregory the Great, de John RC Martyn, (Toronto: Pontifical Institute of Mediaeval Studies, 2004). [Tradução em 3 volumes de Registrum epistularum]
- Gregory the Great: On the Song of Songs, CS244, (Collegeville, MN, 2012)